# Jaromir Radke
Jaromir Adam Radke (Tomaszów Mazowiecki, (Polen), 28 mei 1969) is een Poolse voormalig langebaanschaatser die vooral sterk presteerde op de lange afstanden.

## Biografie
Radke wist vanaf 1993 de toenmalige Nederlandse overmacht op de lange afstanden regelmatig te doorbreken. Vreemd genoeg werd hij hierdoor in Nederland zo populair dat hij zelfs een fanclub kreeg. Op de Olympische Spelen van 1994 in Hamar was hij een van de outsiders voor de medailles. De Winterspelen brachten hem niet wat er vooraf verwacht werd. Hij werd 7e op de 5 km en 5e op de 10 km. Ondanks die teleurstelling ging hij nog jaren door met schaatsen. De successen van zijn eerste paar jaren wist hij echter niet meer te herhalen, hij eindigde bij wereldkampioenschappen en wereldbekerwedstrijden steeds vaker in de middenmoot. Af en toe wist hij nog weleens een verrassend resultaat neer te zetten. In 2003 sloot hij zijn carrière af met een 23e plaats op de 5000 meter tijdens de Wereldkampioenschappen per afstand in Berlijn.

## Records

### Persoonlijke records
| Afstand     | Tijd     | Datum            | Baan       |
| ----------- | -------- | ---------------- | ---------- |
| 500 meter   | 39,78    | 23 januari 2000  | Calgary    |
| 1000 meter  | 1.16,23  | 23 januari 2000  | Calgary    |
| 1500 meter  | 1.55,40  | 4 maart 2001     | Calgary    |
| 3000 meter  | 3.53,88  | 6 oktober 2001   | Calgary    |
| 5000 meter  | 6.34,52  | 2 maart 2001     | Calgary    |
| 10000 meter | 13.38,43 | 26 november 2000 | Heerenveen |

## Resultaten
| Jaar | EK Allround | WK Allround | WK Afstanden         | Olympische Spelen    | WK Junioren |
| ---- | ----------- | ----------- | -------------------- | -------------------- | ----------- |
| 1987 |             |             |                      |                      | 16          |
|      |             |             |                      |                      |             |
| 1989 | 16          | 16          |                      |                      |             |
| 1990 | 14          |             |                      |                      |             |
| 1991 | 11          | 13          |                      |                      |             |
| 1992 | 15          | NC32        |                      | 16e 5000m 14e 10000m |             |
| 1993 | 11          |             |                      |                      |             |
| 1994 | 8           | 12          |                      | 7e 5000m 5e 10000m   |             |
| 1995 | 11          | NC29        |                      |                      |             |
| 1996 | NC17        |             | 11e 5000m 12e 10000m |                      |             |
| 1997 | NC25        | NC26        |                      |                      |             |
| 1998 | NC20        |             |                      |                      |             |
| 1999 | DNF2        |             | 14e 10000m           |                      |             |
| 2000 | NC23        |             | 14e 10000m           |                      |             |
| 2001 | NC28        |             | 14e 10000m           |                      |             |
|      |             |             |                      |                      |             |
| 2003 |             |             | 23e 5000m            |                      |             |

NC17 = niet gekwalificeerd voor de laatste afstand, maar wel als 17e geklasseerd in de eindrangschikking
DNF2= niet gefinished op de tweede afstand